# Daniellia
Daniellia là một chi thực vật có hoa trong họ Đậu.